# Català al món

Territoris de llengua catalana arreu del món.

El català al món és el conjunt de parlants de català arreu del món, en les diferents variants, i sigui la seva llengua materna o no. Segons un informe de la Plataforma per la Llengua és el 27è idioma del món en pes econòmic.
Actualment existeixen 93 lectorats de català que acullen uns quatre mil alumnes arreu del món. També existeixen comunitats catalanes als cinc continents.

## Distribució dels parlants
Gairebé deu milions de persones el parlen, i és entès pel 91% de la població del domini lingüístic. La immensa majoria dels catalanoparlants es troben en el domini lingüístic, repartit entre quatre estats diferents: Andorra, on és la llengua pròpia i únic idioma oficial, Espanya (a Catalunya, on és la llengua pròpia i cooficial juntament amb el castellà i l'occità (variant aranesa), Illes Balears, on és la llengua pròpia i cooficial juntament amb el castellà, en la major part del País Valencià, on és la llengua pròpia i s'anomena genèricament valencià, a la zona oriental d'Aragó (Franja de Ponent) on no és oficial, i a una petita comarca de la Regió de Múrcia, coneguda com el Carxe, on és parlat per unes cinc-centes persones, encara que no és oficial), a França (als antics comtats del Rosselló i la Cerdanya on no és oficial i ha retrocedit molt davant del francès, i arreu de l'estat parlat per nombroses comunitats de gitanos catalans que han mantingut la llengua), i a Itàlia (l'Alguer a l'illa de Sardenya).
L'Institut Ramon Llull promou a les universitats i altres centres d'estudis superiors de fora del domini lingüístic, mitjançant l'impuls i suport a la Xarxa de lectorats, i a la creació de càtedres i altres estudis permanents de llengua i cultura catalanes, l'ensenyament del català, la literatura catalana i la cultura catalanes.

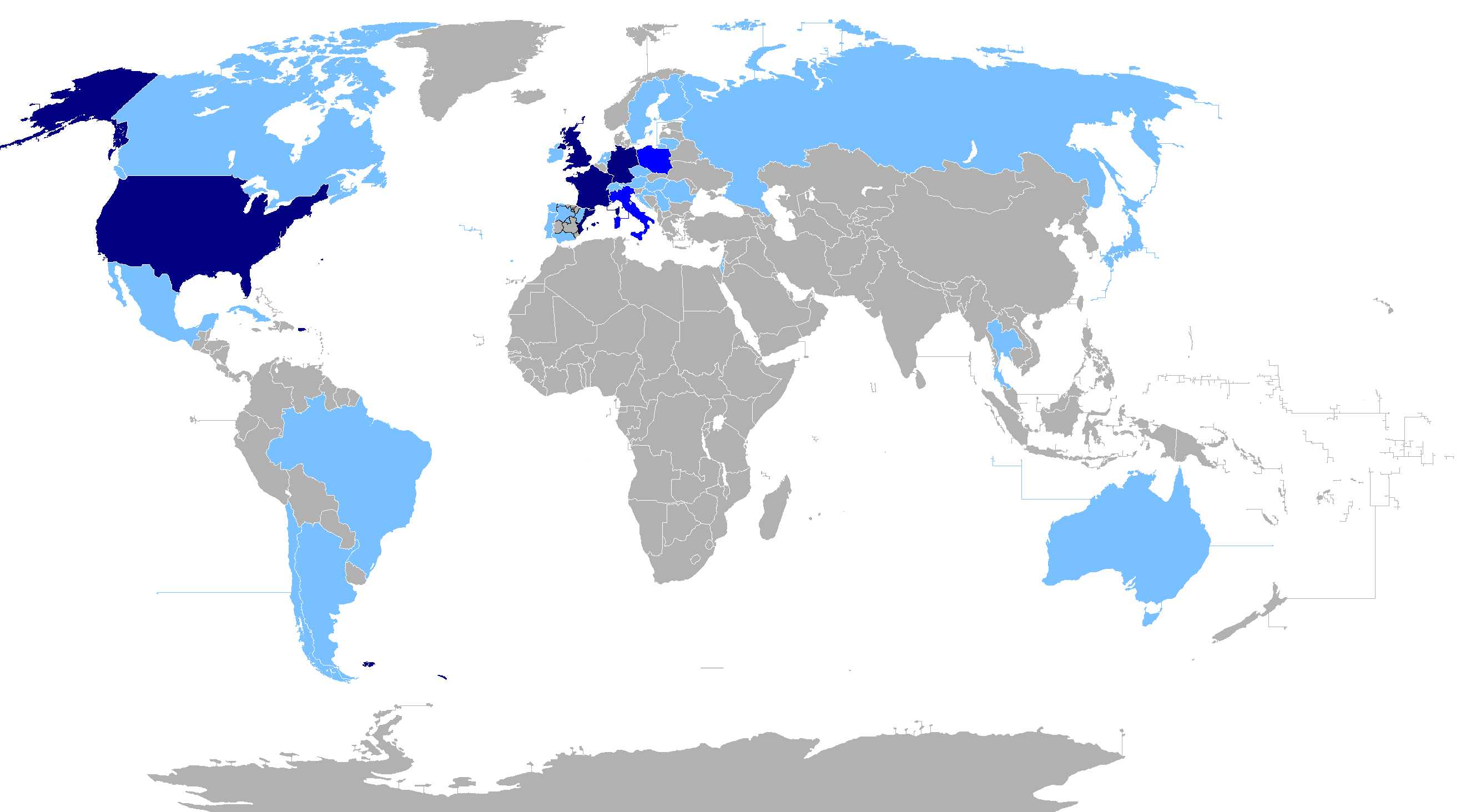
Mapa dels països amb universitats que ensenyen en català al món.

L'emigració i els seus descendents que conserven la llengua, així com estudiants de català formen la resta de parlants de l'idioma. Les diferents comunitats de catalanoparlants fora de l'àmbit propi s'articulen al voltant dels lectorats de català i les comunitats catalanes a l'exterior.

## Domini lingüístic perdut
El judeocatalà era el dialecte del català que parlaven els jueus catalans. que emigraren a les costes del nord d'Àfrica arran de l'expulsió dels jueus, però després del 1492 se'n perd el rastre.
A través del tractat d'Alcaraz, la taifa de Múrcia es convertia en un protectorat de Castella. No obstant això diversos nuclis de la taifa no van acatar l'acord pel qual l'infant Alfons (futur Alfons X de Castella) va aplicar el dret de conquesta sobre Mula (1244) i Cartagena (1245). La resta de la taifa va romandre sota autonomia musulmana. No obstant això, el 1250 Castella va decidir crear la diòcesi de Cartagena, i el 1258 l'avançament major del Regne de Múrcia. Els successius incompliments dels pactes d'Alcaraz van portar a la revolta dels musulmans murcians el 1264. La rebel·lió va ser definitivament sufocada per les tropes de Jaume I el Conqueridor el 1266, deixant un important contingent de pobladors catalans i aragonesos. El domini lingüístic del català va arribar fins a la ciutat de Llorca i es va mantenir com a llengua parlada a la regió de Múrcia fins al segle xv, ja que va rebre una important repoblació de castellans quan la Corona d'Aragó va cedir el territori a Castella. Actualment encara hi ha un reducte catalanoparlant al Carxe, pedania del municipi murcià de Yecla.
Durant el domini Trastàmara al Regne de Sicília, el català fou llengua oficial i la catalanització fou intensa, i en els regnes de Sicília i Nàpols, fou una de les llengües de la cort, i l'oficial era l'italià.
L'emigració catalana del segle xviii a Isla Cristina va consistir en la formació d'una colònia de pescadors catalanoparlants a Isla Cristina, a Andalusia. Si bé el català va deixar de ser usat com a llengua vehicular després d'unes poques generacions, actualment la parla dels descendents d'aquests emigrants reflecteixen certs trets adquirits del català, com per exemple paraules com "cheta" per dir "grifo" (aixeta) o "botica" per dir "tienda" (botiga). També conserven els seus cognoms d'origen català.
Entre 1735 i 1738, uns vuit-cents exiliats per la derrota a la Guerra de Successió Espanyola van ser traslladats al Banat de Temesvar, on es va crear la colònia coneguda com a Nova Barcelona, que no es va arribar a consolidar.
El 1768, una bona quantitat de menorquins, juntament amb altres treballadors italians i grecs, partiren cap a Florida per establir-se a una colònia agrícola, aleshores que Menorca i Florida encara estaven sota domini britànic. Els immigrants menorquins no abandonaren Florida ni tampoc llur llengua (el menorquí de Florida), que sobrevisqué fins al segle xx.
El patuet era el dialecte del català parlat pels colons que es van establir a Algèria el segle xix durant la colonització francesa. Hi va haver una important colònia formada per nord-catalans, balears i valencians, establerts bàsicament prop d'Orà, que van editar publicacions periòdiques en català amb ortografia francesa. Després de la neteja ètnica que va seguir la independència d'Algèria, el 1962, la població catalanoparlant va marxar al Rosselló i a Alacant.
Durant el segle XX molts catalans van emigrar o es van exiliar a Mèxic, Cuba, l'Argentina i altres països sud-americans formant moltes colònies catalanes que encara avui mantenen la llengua catalana, també van crear molts casals catalans. Destaca la comunitat catalana a l'Argentina, amb 198.000 parlants.

## Nombre de parlants al món
Les dades en general provenen del mapa de coneixements lingüístics de la Generalitat de Catalunya (2013-2015), excepte quan se n'indiqui el contrari:

### Territoris on té estatus oficial
| Territori     | L'entén    | El sap parlar |
| ------------- | ---------- | ------------- |
| Catalunya     | 6.893.508  | 5.975.491     |
| País Valencià | 3.583.995  | 2.554.580     |
| Illes Balears | 1.046.624  | 883.312       |
| Andorra       | 73.280     | 66.871        |
| Total         | 11.596.407 | 9.480.254     |

### Territoris en els quals no té estatus oficial
| Territori                   | L'entén                | El sap parlar      |
| --------------------------- | ---------------------- | ------------------ |
| L'Alguer (Sardenya, Itàlia) | 37.226                 | 20.427             |
| Catalunya del Nord (França) | 228.027                | 131.867            |
| Franja de Ponent            | 44.699                 | 38.527             |
| Carxe (Múrcia)              | Sense dades (<677)     | Sense dades (<677) |
| Resta del món               | Sense dades (<430.000) | 437.000            |
| Total                       | 309.952                | 620.821            |

Total
| Àrea                       | L'entén     | El sap parlar |
| -------------------------- | ----------- | ------------- |
| Dins del domini lingüístic | 11.907.361  | 9.670.243     |
| Fora del domini lingüístic | Sense dades | 437.000       |
| Total                      | 11.907.361  | 10.107.243    |